# Baianinho
Baianinho, nome artístico de Eládio Gomes dos Santos (Salvador, 3 de setembro de 1936 — Rio de Janeiro, 4 de julho de 2020), é um compositor e clarinetista brasileiro. Foi um dos fundadores da escola de samba Em Cima da Hora, e o primeiro ganhador do Estandarte de Ouro, em 1973, na categoria samba-enredo, com “O Saber Poético da Literatura de Cordel”.

## Discografia
- Meninos do Rio (2001)
- Bahia berço do Brasil (1972)